# ودي هيرمان
ودي هيرمان (بالإنجليزية: Woody Herman)‏ هو عازف كلارينيت ومغني وملحن وعازف جاز أمريكي، ولد في 16 مايو 1913 في ميلواكي في الولايات المتحدة، وتوفي في 29 أكتوبر 1987 في لوس أنجلوس في الولايات المتحدة.

## وصلات خارجية
- الموقع الرسمي
- ودي هيرمان على موقع IMDb (الإنجليزية)
- ودي هيرمان على موقع الموسوعة البريطانية (الإنجليزية)
- ودي هيرمان على موقع ميوزك برينز (الإنجليزية)
- ودي هيرمان على موقع إن إن دي بي (الإنجليزية)
- ودي هيرمان على موقع أول ميوزيك (الإنجليزية)
- ودي هيرمان على موقع ديسكوغز (الإنجليزية)
- ودي هيرمان على موقع قاعدة بيانات الفيلم (الإنجليزية)